# 海棠

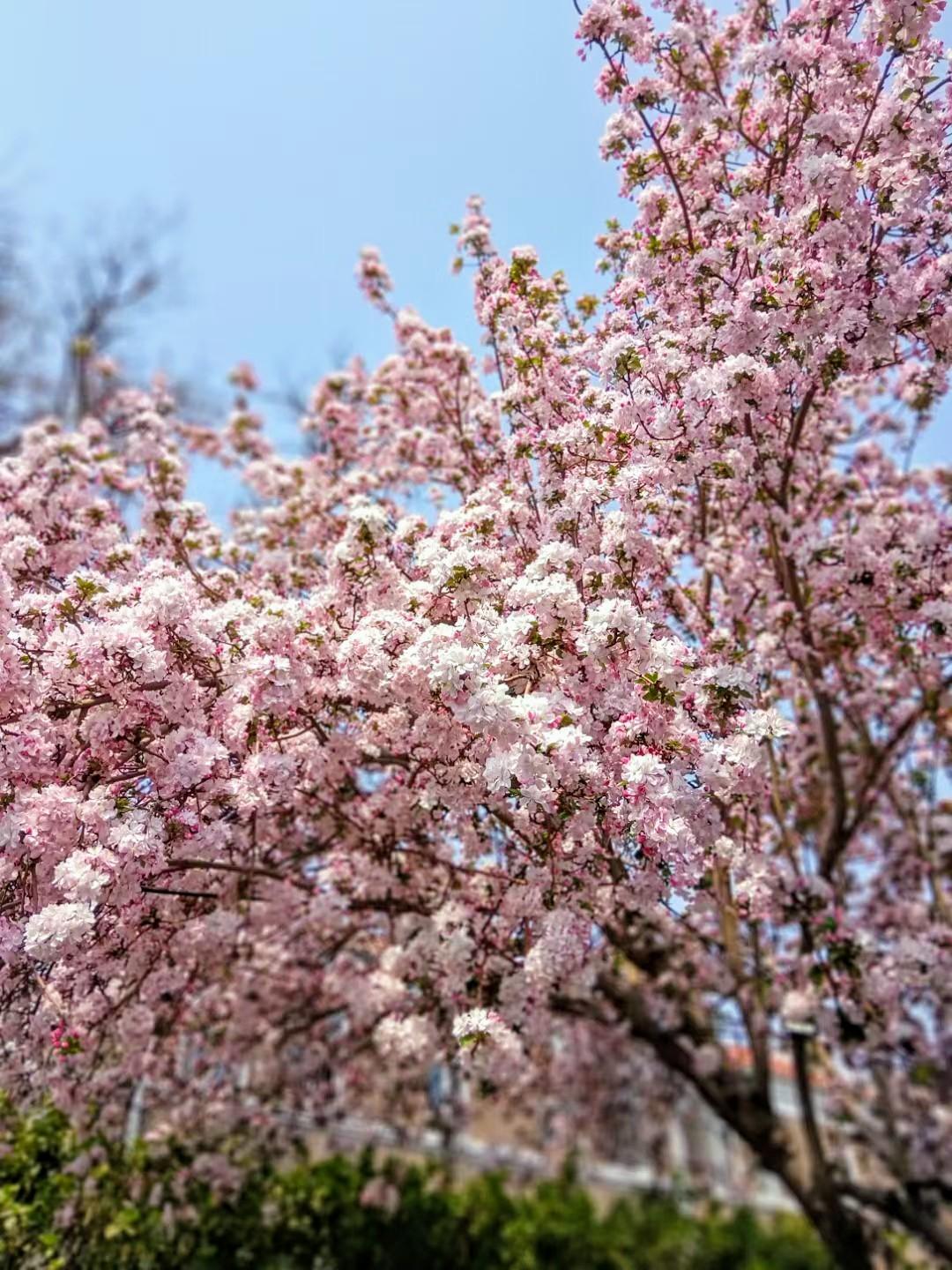
天津五大道的海棠花节

海棠最初是海棠花的别名，后来一些形似海棠花的植物也冠以“海棠”之名，其中最著名的有西府海棠、贴梗海棠、垂丝海棠、木瓜海棠，并称海棠四品。在分类学上，这些海棠属于不同的科或属，有草本的，也有木本的，有灌木的，也有乔木的。

## 歷史
在唐朝之前，文史资料中只有“棠”而无“海棠”一词。
“棠，牡曰棠，牝曰杜。从木尚聲。”
“艸木有牡者、謂不實者也。小雅云。有杕之杜。有皖其實。此牝者曰杜之證也。陸機詩疏曰。赤棠與白棠同耳。但子有赤白美惡。子白色爲白棠、甘棠。少酢滑美。赤棠子澀而酢無味。俗語云。澀如杜是也。依陸說是棠杜皆有子。然種類甚多。今之海棠皆華而不實。葢所謂牡者曰棠也。”
“蔽芾甘棠 :甘棠，今棠梨一名杜梨，赤棠也，与白棠同耳，但子有赤白美恶。子白色为白棠，甘棠也，少酢滑美；赤棠子涩而酢，无味，俗语云“涩如杜”是也。赤棠木理韧，亦可以作弓干。”
一般认为“棠”是指蔷薇科梨属（Pyrus）的杜梨（Pyrus betulifolia），杜梨并非不结实，但果小涩而难食所以称其为“棠”。

段成式的《酉阳杂俎》载“嘉州海棠，色香并胜。”
南唐徐锴《方舆记》载：“海棠，嘉州出者香。” 
据明代《群芳谱》记载：海棠有四品，皆木本。包括西府海棠、垂丝海棠、木瓜海棠和贴梗海棠。
孙长明的《海棠记》记载乐山海棠的品种和特点：“棠有甘棠、沙棠、棠梨，皆非海棠也。又有黄海棠，色黄；贴干海棠，花小；垂丝海棠，花粉红色，皆无子，亦真海棠也。海棠盛于蜀中，二月开花，五出，初如胭脂点点燃，开则渐成缬晕，落则有若宿妆淡粉，其蒂长寸许，淡紫色，或三萼五萼成业。其蕊如金粟，中有紫须，花落结子，如梨，名海红。然蜀中亦为嘉州者有香而朵大。”
海棠多未香味，石崇見著海棠，嘆說：「若使海棠能香，當鑄金屋以藏。」。宋朝彭淵材平生有五恨：「一恨鰣魚多骨（刺），二恨金橘（桔）太酸，三恨蓴菜性冷，四恨海棠無香，五恨曾子固不能作詩。」。张爱玲在《红楼梦魇》提及“海棠无香，鲥鱼多刺，红楼未完”，以此为三大恨事。郭沫若《忆嘉州》诗第一句：“海棠香国荔枝湾，苏子当年寓此间”。

## 种类
海棠根据不同的植物分类主要有五种：

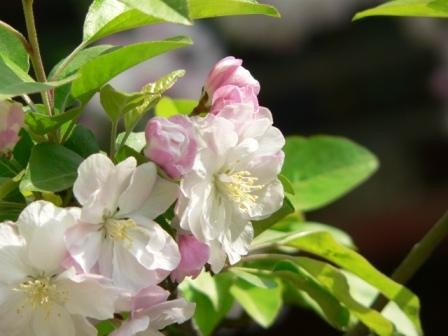
苹果属（西府海棠）
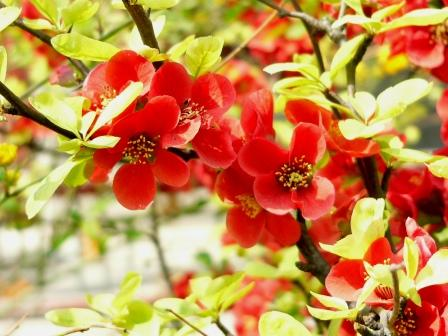
木瓜属（贴梗海棠）
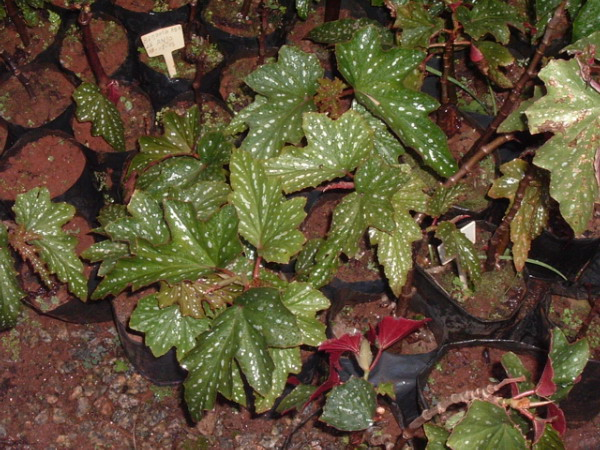
秋海棠科（四季海棠）
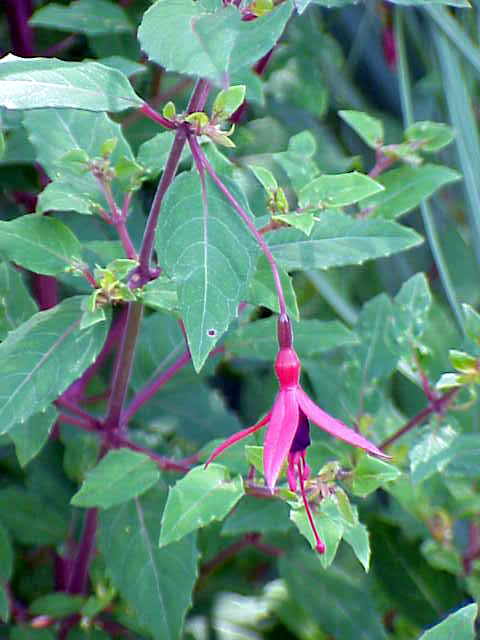
倒挂金钟属（灯笼海棠）
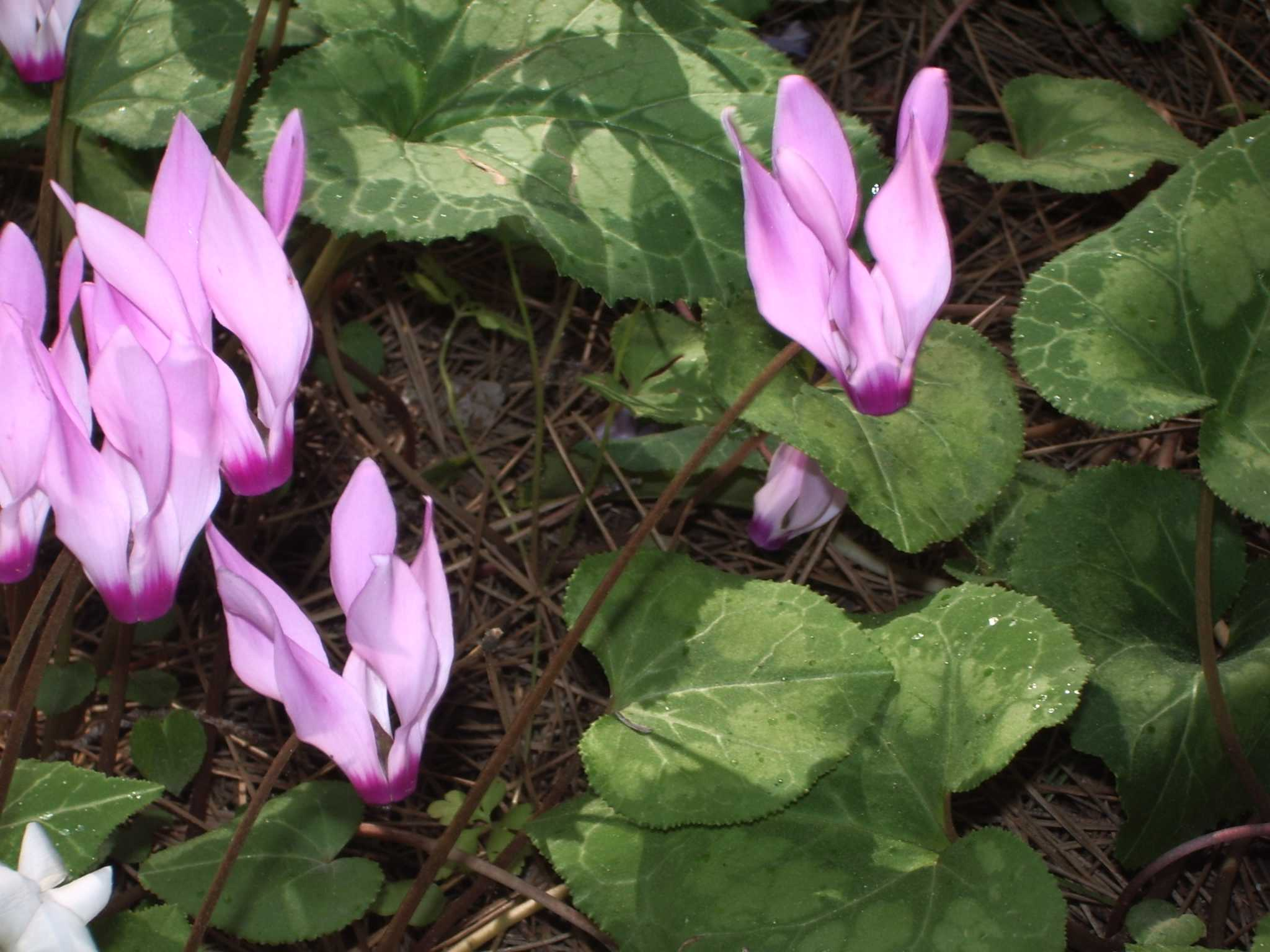
仙客来属（萝卜海棠）
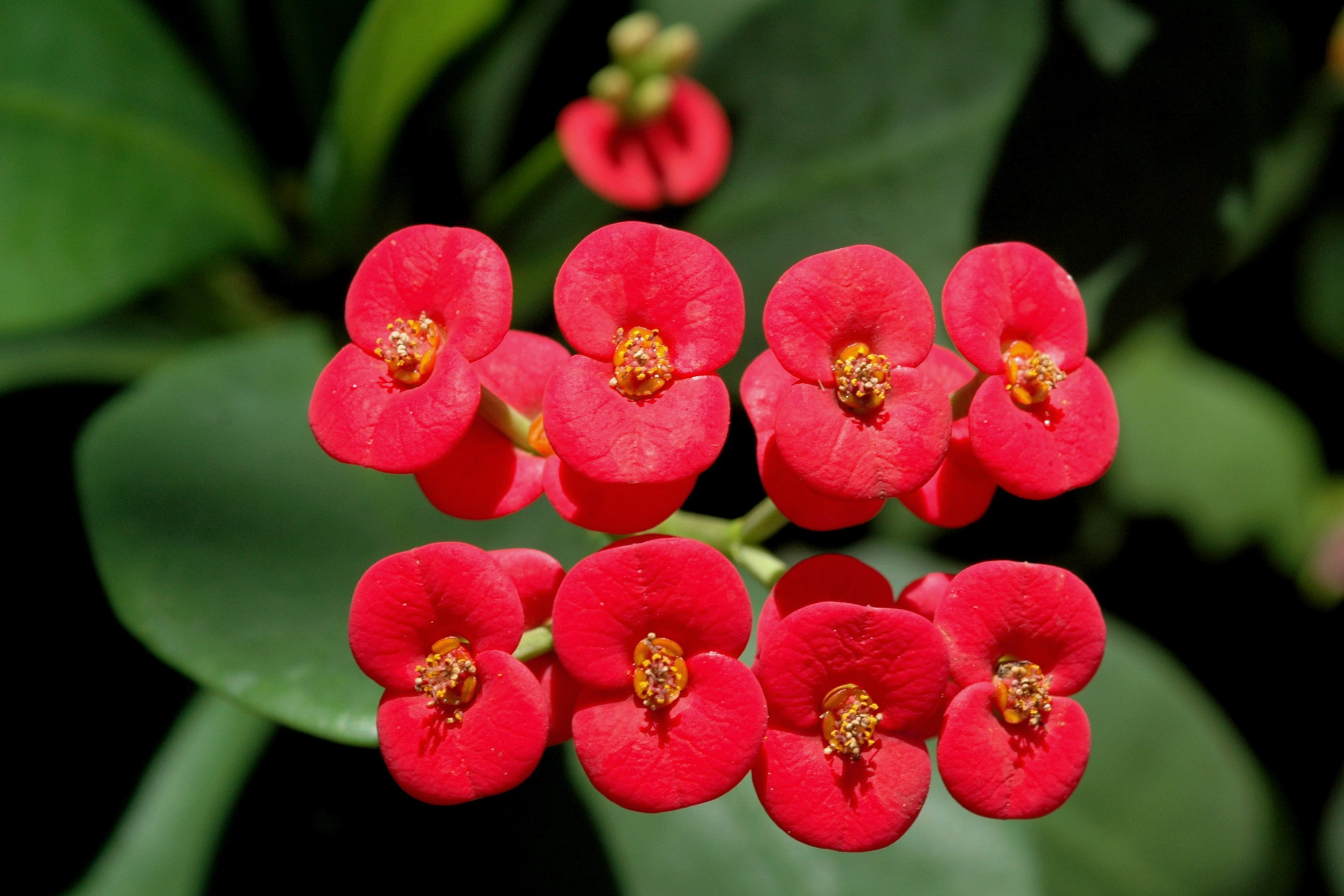
大戟屬（鐵海棠）

- 蔷薇科苹果属海棠，包括西府海棠，垂丝海棠等，参见海棠花。
- 蔷薇科木瓜海棠属海棠，包括贴梗海棠，木瓜海棠等，参见木瓜海棠属。
- 葫芦目秋海棠科秋海棠，包括四季海棠等，球根海棠，参见秋海棠。
- 柳叶菜科倒挂金钟属灯笼海棠，包括短简倒挂金钟，白萼倒挂金钟等，参见倒挂金钟。
- 杜鵑花目報春花科紫金牛亞科仙客来属仙客来，又称萝卜海棠，参见仙客来。
- 大戟科大戟屬虎刺梅，又称鐵海棠，是一種有毒植物，汁液會引起皮膚炎

## 延伸阅读
[在维基数据编辑]
 《欽定古今圖書集成·博物彙編·草木典·海棠部》，出自陈梦雷《古今圖書集成》